# Giải bóng đá U-21 Quốc gia 2006
Giải bóng đá U-21 Quốc gia 2006, tên gọi chính thức là Giải bóng đá U-21 Quốc gia – Cúp Báo Thanh Niên 2006, là mùa giải thứ 10 của Giải bóng đá Vô địch U-21 Quốc gia do Liên đoàn bóng đá Việt Nam (VFF) phối hợp với báo Thanh Niên tổ chức. Mùa giải lần này diễn ra theo hai giai đoạn, với giai đoạn vòng loại từ ngày 24 tháng 8 đến ngày 6 tháng 9 năm 2006. Vòng chung kết của giải, gồm 8 đội bóng, được tổ chức tại Đà Nẵng từ ngày 28 tháng 9 đến ngày 8 tháng 10 năm 2006.

## Các đội bóng
36 đội bóng đã đăng ký tham dự mùa giải lần này từ vòng loại. Đội đương kim vô địch Bình Định và đội chủ nhà của vòng chung kết Đà Nẵng được miễn thi đấu vòng loại. Các đội bóng được sắp xếp sẵn vào các bảng đấu dựa theo khu vực địa lý. Những đội bóng đóng vai trò là chủ nhà của bảng đấu vòng loại được in đậm.
| Vào thẳng vòng chung kết | 1. Đà Nẵng (chủ nhà vòng chung kết) 2. Pisico Bình Định (đương kim vô địch)                                                                                        | 1. Đà Nẵng (chủ nhà vòng chung kết) 2. Pisico Bình Định (đương kim vô địch)                 | 1. Đà Nẵng (chủ nhà vòng chung kết) 2. Pisico Bình Định (đương kim vô địch)                               |
| Tham dự vòng loại        | Bảng A | Bảng B                                                                                      | Bảng C |
| Tham dự vòng loại        | 1. Mikado Nam Định 2. Halida Thanh Hóa 3. Hà Nội ACB 4. Mitsustar Haier Hải Phòng 5. Quảng Ninh 6. Thể Công                                                        | 1. Huda Huế 2. Hoà Phát Hà Nội 3. Pjico Sông Lam Nghệ An 4. Quân khu 4 5. Quân khu 5 6. VST | 1. Hoàng Anh Gia Lai 2. Đồng Nai 3. Khatoco Khánh Hòa 4. Phú Yên 5. Quảng Nam 6. Thép Miền Nam Bình Thuận |
| Tham dự vòng loại        | Bảng D | Bảng E                                                                                      | Bảng F |
| Tham dự vòng loại        | 1. Thành Long (Thành phố Hồ Chí Minh) 2. Thép Miền Nam Cảng Sài Gòn 3. Đá Mỹ Nghệ Sài Gòn 4. Đại học Hồng Bàng 5. Quân khu 7 6. Trường Năng khiếu Nghiệp vụ TP.HCM | 1. Đồng Tháp 2. Cần Thơ 3. Bình Dương 4. Tây Ninh 5. Thanh Thái 6. Thép Pomina Tiền Giang   | 1. Cà Mau 2. An Giang 3. Gạch Đồng Tâm Long An 4. Quân khu 9 5. Trà Vinh 6. Vĩnh Long                     |

## Vòng loại
Các đội bóng trong một bảng thi đấu vòng tròn một lượt tại một địa điểm tập trung. Sáu đội đứng đầu tại sáu bảng sẽ lọt vào vòng chung kết cùng hai đội được đặc cách vào thẳng là Bình Định (đương kim vô địch) và Đà Nẵng (chủ nhà).

### Lịch thi đấu
- Bảng A: khởi tranh vào ngày 25 tháng 8 và kết thúc vào ngày 2 tháng 9.
- Bảng B: khởi tranh vào ngày 31 tháng 8.
- Bảng C: khởi tranh vào ngày 24 tháng 8.
- Bảng D: khởi tranh vào ngày 26 tháng 8 và kết thúc vào ngày 3 tháng 9.
- Bảng E: khởi tranh vào ngày 27 tháng 8 và kết thúc vào ngày 2 tháng 9.
- Bảng F: khởi tranh vào ngày 27 tháng 8 và kết thúc vào ngày 5 tháng 9.

### Các tiêu chí
Các đội được xếp hạng theo điểm (3 điểm cho 1 trận thắng, 1 điểm cho 1 trận hòa, 0 điểm cho 1 trận thua), và nếu bằng điểm, các tiêu chí sau đây được áp dụng theo thứ tự, để xác định thứ hạng:
1. Điểm trong các trận đối đầu trực tiếp giữa các đội bằng điểm;
2. Hiệu số bàn thắng thua trong các trận đối đầu trực tiếp giữa các đội bằng điểm;
3. Số bàn thắng ghi được trong các trận đối đầu trực tiếp giữa các đội bằng điểm;
4. Nếu có nhiều hơn hai đội bằng điểm, và sau khi áp dụng tất cả các tiêu chí đối đầu ở trên, một nhóm nhỏ các đội vẫn còn bằng điểm nhau, tất cả các tiêu chí đối đầu ở trên được áp dụng lại cho riêng nhóm này;
5. Hiệu số bàn thắng thua trong tất cả các trận đấu bảng;
6. Số bàn thắng ghi được trong tất cả các trận đấu bảng;
7. Bốc thăm.

### Các đội vượt qua vòng loại
| Câu lạc bộ             | Tư cách vượt qua vòng loại | Tham dự vòng chung kết | Thành tích tốt nhất    |
| ---------------------- | -------------------------- | ---------------------- | ---------------------- |
| Đà Nẵng                | Chủ nhà                    | 8 lần                  | Vô địch (2003)         |
| Pisico Bình Định       | Đương kim vô địch          | 5 lần                  | Vô địch (2005)         |
| Mikado Nam Định        | Nhất bảng A                | 5 lần                  | Vô địch (2004)         |
| Huda Huế               | Nhất bảng B                | 2 lần                  | Vòng bảng (2001)       |
| Hoàng Anh Gia Lai      | Nhất bảng C                | 3 lần                  | Tứ kết (1997)          |
| Thành Long             | Nhất bảng D                | 3 lần                  | Vòng bảng (2004, 2005) |
| Thép Pomina Tiền Giang | Nhất bảng E                | 2 lần                  | Vòng bảng (2000)       |
| Cà Mau                 | Nhất bảng F                | 2 lần                  | Vòng bảng (2005)       |

## Địa điểm
Các trận đấu của vòng chung kết diễn ra tại sân vận động Chi Lăng và sân vận động Quân khu 5, thành phố Đà Nẵng.
| Đà Nẵng               | Đà Nẵng                 |
| --------------------- | ----------------------- |
| Sân vận động Chi Lăng | Sân vận động Quân khu 5 |
| Sức chứa: 30.000      | Sức chứa: CXĐ           |
|                       |                         |

## Đội hình
Các cầu thủ từ 16 đến 21 tuổi (sinh từ ngày 1 tháng 1 năm 1985 đến ngày 31 tháng 12 năm 1990) có đủ điều kiện để tham dự giải đấu. Mỗi đội bóng phải đăng ký một danh sách gồm tối đa 25 cầu thủ, trong đó có tối đa ba cầu thủ 22 tuổi (Quy định mục 4.2, 4.3 và 5.1).

## Vòng bảng
Tám đội tham dự được chia thành hai bảng, thi đấu vòng tròn một lượt để chọn ra hai đội đứng đầu mỗi bảng vào bán kết. Lễ bốc thăm chia bảng được tổ chức vào ngày 26 tháng 9 năm 2006 tại khách sạn SaigonTourane, thành phố Đà Nẵng.

### Bảng A
| VT | Đội               | ST | T | H | B | BT | BB | HS | Đ | Giành quyền tham dự     |
| -- | ----------------- | -- | - | - | - | -- | -- | -- | - | ----------------------- |
| 1  | Mikado Nam Định   | 3  | 2 | 1 | 0 | 3  | 1  | +2 | 7 | Vòng đấu loại trực tiếp |
| 2  | Hoàng Anh Gia Lai | 3  | 1 | 1 | 1 | 4  | 4  | 0  | 4 | Vòng đấu loại trực tiếp |
| 3  | Đà Nẵng (H)       | 3  | 0 | 3 | 0 | 4  | 4  | 0  | 3 |                         |
| 4  | Cà Mau            | 3  | 0 | 1 | 2 | 4  | 6  | −2 | 1 |                         |

| Đà Nẵng             | 2–2      | Cà Mau                         |
| ------------------- | -------- | ------------------------------ |
| Thanh Phúc 14', 40' | Chi tiết | - Văn Tài 64' - Thanh Long 75' |

| Mikado Nam Định                     | 1–0      | Hoàng Anh Gia Lai |
| ----------------------------------- | -------- | ----------------- |
| - Thanh Nguyên 83' - Viết Huy 90+2' | Chi tiết |                   |

| Cà Mau                             | 2–3      | Hoàng Anh Gia Lai                     |
| ---------------------------------- | -------- | ------------------------------------- |
| - Thái Dương 21' - Hoàng Khang 63' | Chi tiết | - Công Phong 39', 65' - Tăng Tuấn 50' |

| Mikado Nam Định | 1–1      | Đà Nẵng |
| --------------- | -------- | ------- |
| Hoàng Quảng 76' | Chi tiết |         |

| Cà Mau | 0–1      | Mikado Nam Định |
| ------ | -------- | --------------- |
|        | Chi tiết | Thanh Nguyên 7' |

| Đà Nẵng      | 1–1      | Hoàng Anh Gia Lai |
| ------------ | -------- | ----------------- |
| Hữu Hùng 27' | Chi tiết | Tăng Tuấn 76'     |

### Bảng B
| VT | Đội                    | ST | T | H | B | BT | BB | HS | Đ | Giành quyền tham dự     |
| -- | ---------------------- | -- | - | - | - | -- | -- | -- | - | ----------------------- |
| 1  | Bình Định              | 3  | 2 | 1 | 0 | 6  | 1  | +5 | 7 | Vòng đấu loại trực tiếp |
| 2  | Thép Pomina Tiền Giang | 3  | 1 | 2 | 0 | 6  | 2  | +4 | 5 | Vòng đấu loại trực tiếp |
| 3  | Thành Long             | 3  | 1 | 0 | 2 | 3  | 9  | −6 | 3 |                         |
| 4  | Huda Huế               | 3  | 0 | 1 | 2 | 3  | 6  | −3 | 1 |                         |

| Bình Định                                         | 3–0      | Thành Long |
| ------------------------------------------------- | -------- | ---------- |
| - Quốc Nghĩa 45' - Minh Sen 66' - Thanh Sang 90+' | Chi tiết |            |

| Thép Pomina Tiền Giang | 1–1      | Huda Huế        |
| ---------------------- | -------- | --------------- |
| Anh Duy 24'            | Chi tiết | Trọng Trung 28' |

| Thành Long                            | 3–2      | Huda Huế                      |
| ------------------------------------- | -------- | ----------------------------- |
| - Hoàng Giang 40', 90' - Bảo Toàn H2' | Chi tiết | - Đỗ Thắng 64' - Anh Việt 67' |

| Thép Pomina Tiền Giang | 1–1      | Bình Định    |
| ---------------------- | -------- | ------------ |
| Long Giang 84' (ph.đ.) | Chi tiết | Minh Sen 45' |

| Thành Long | 0–4      | Thép Pomina Tiền Giang                                        |
| ---------- | -------- | ------------------------------------------------------------- |
|            | Chi tiết | - Phúc Hiệp 14' - Tấn Linh 22' - Thanh Hải 55' - Hữu Việt 58' |

| Bình Định                     | 2–0      | Huda Huế |
| ----------------------------- | -------- | -------- |
| - Minh Sen 44' - Ngọc Trí 48' | Chi tiết |          |

## Vòng đấu loại trực tiếp
Trong vòng đấu loại trực tiếp, loạt sút luân lưu sẽ được sử dụng để quyết định đội thắng nếu hòa sau 90 phút chính thức (không có hiệp phụ).

#### Bán kết
| Mikado Nam Định   | 0–0      | Thép Pomina Tiền Giang                                                                |
| ----------------- | -------- | ------------------------------------------------------------------------------------- |
|                   | Chi tiết |                                                                                       |
| Loạt sút luân lưu |          |                                                                                       |
| Văn Toản ·        | 2–4      | Phạt đền thành công · Phạt đền thành công · Phạt đền thành công · Phạt đền thành công |

| Bình Định           | 2–2      | Hoàng Anh Gia Lai |
| ------------------- | -------- | ----------------- |
| Minh Sen 45', 90+2' | Chi tiết | Tăng Tuấn 9', 27' |
| Loạt sút luân lưu   |          |                   |
|                     | 2–4      |                   |

#### Chung kết
| Thép Pomina Tiền Giang           | 3–2      | Hoàng Anh Gia Lai             |
| -------------------------------- | -------- | ----------------------------- |
| Tấn Linh 6' · Phúc Hiệp 33', 35' | Chi tiết | Tăng Tuấn 15' · Văn Thuận 79' |

## Thống kê

### Vô địch
| Vô địch Giải bóng đá U-21 Quốc gia 2006 |
| --------------------------------------- |
| Thép Pomina Tiền Giang Lần thứ 1        |

### Các giải thưởng
Các giải thưởng dưới đây đã được trao sau khi giải đấu kết thúc:
| Vua phá lưới                         | Cầu thủ xuất sắc nhất                | Thủ môn xuất sắc nhất                | Giải phong cách   |
| ------------------------------------ | ------------------------------------ | ------------------------------------ | ----------------- |
| Nguyễn Tăng Tuấn (Hoàng Anh Gia Lai) | Nguyễn Thành Long Giang (Tiền Giang) | Hoàng Công Vương (Hoàng Anh Gia Lai) | Hoàng Anh Gia Lai |

### Đội hình tiêu biểu
Đội hình tiêu biểu của giải đấu, do ban tổ chức bình chọn, là đội hình gồm những cầu thủ thi đấu ấn tượng nhất tại các vị trí được chọn lựa trong giải đấu.
| Cầu thủ                              | Cầu thủ | Cầu thủ                              | Cầu thủ | Cầu thủ                             | Cầu thủ  | Cầu thủ                              |
| Thủ môn                              | Hậu vệ  | Hậu vệ                               | Tiền vệ | Tiền vệ                             | Tiền đạo | Tiền đạo                             |
| ------------------------------------ | ------- | ------------------------------------ | ------- | ----------------------------------- | -------- | ------------------------------------ |
| Hoàng Công Vương (Hoàng Anh Gia Lai) | LB      | Trần Xuân Hoàng (Mikado Nam Định)    | LM      | Hoàng Danh Ngọc (Mikado Nam Định)   | CF       | Huỳnh Phúc Hiệp (Tiền Giang)         |
| Hoàng Công Vương (Hoàng Anh Gia Lai) | CB      | Nguyễn Thành Long Giang (Tiền Giang) | DM      | Nguyễn Công Minh Thiện (Tiền Giang) | CF       | Huỳnh Phúc Hiệp (Tiền Giang)         |
| Hoàng Công Vương (Hoàng Anh Gia Lai) | CB      | Trần Quốc Anh (Tiền Giang)           | AM      | Phan Quý Hoàng Lâm (Bình Định)      | CF       | Nguyễn Tăng Tuấn (Hoàng Anh Gia Lai) |
| Hoàng Công Vương (Hoàng Anh Gia Lai) | RB      | Võ Nhật Tân (Tiền Giang)             | RM      | Phan Thanh Phúc (Đà Nẵng)           | CF       | Nguyễn Tăng Tuấn (Hoàng Anh Gia Lai) |

### Cầu thủ ghi bàn
Đã có 42 bàn thắng ghi được trong 15 trận đấu, trung bình 2.8 bàn thắng mỗi trận đấu.